# Festival dei Due Mondi

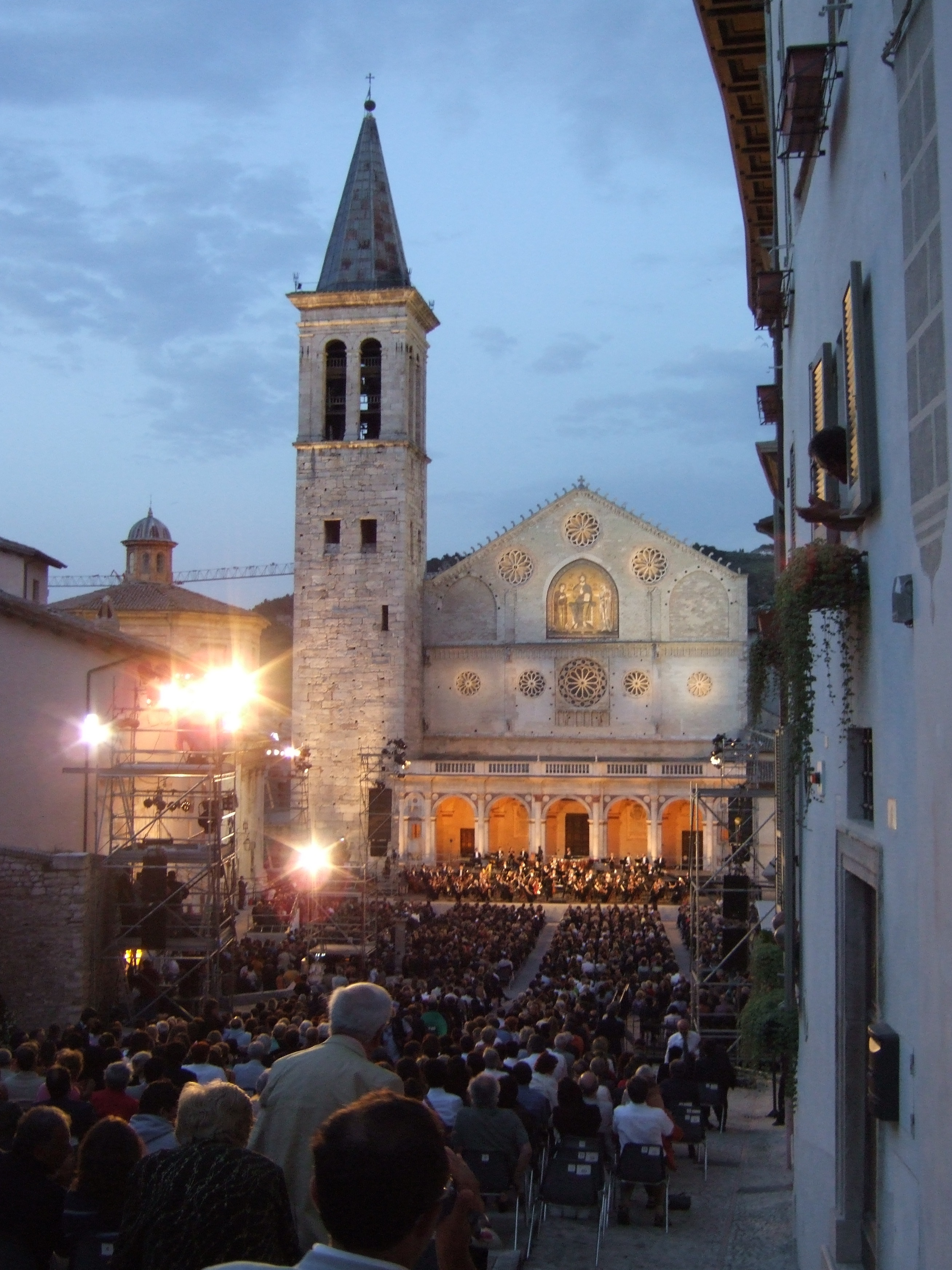
Das London Symphony Orchestra gibt das Abschlusskonzert der 51. Veranstaltung

Das Festival dei Due Mondi, auch bekannt als Spoleto Festival, ist eine internationale Musik‑, Kunst- und Kulturveranstaltung im italienischen Spoleto.

## Geschichte
Das Festival wurde 1958 vom Komponisten Gian Carlo Menotti gegründet. Von der Mitte der 1990er-Jahre bis 2007 war sein Sohn Francis Menotti künstlerischer Leiter, davor Romolo Valli und von 1978 bis 1986 Raffaello de Banfield. Diese Position hat aktuell der Regisseur Giorgio Ferrara inne.
Menottis Intention war von Anfang an, einen Platz für die Begegnung der beiden Kulturen und Welten (mondi), der amerikanischen und der europäischen zu schaffen. Als Schauplatz wählte er Spoleto wegen seiner beiden Theater und der einzigartigen Szenerie der Piazza del Duomo, um einen Querschnitt der Kunst, Kultur und Spektakel zu zeigen, der während der Ära Menotti überwiegend international ausgerichtet war. Die teilnehmenden Künstler und Persönlichkeiten gehören der Welt der Prosa, der Lyrik, des Tanzes, des Marionettenspiels, des Oratoriums, der Musik, des Kinos und der Malerei an. in den 1980er-Jahren entstand die medizinisch-wissenschaftliche Querschnittsveranstaltung, an deren Kongressen Wissenschaftler und Forscher teilnahmen.
Am Anfang des dritten Jahrtausends kam es zur Reibereien über die finanzielle und administrative Leitung. Am 29. Juni 2007 begann das 50. Festival, erstmals ohne den wenige Monate vorher verstorbenen Gründer Gian Carlo Menotti, zu dessen Gedenken seine Oper Maria Golovin aufgeführt wurde. Im Herbst 2007 ernannte der Kulturminister Francesco Rutelli Giorgio Ferrara zum künstlerischen Leiter.

## Charakteristika
Die Veranstaltung war viele Jahre einzigartig in Italien und ist heute eines der wichtigsten nationalen und europäischen Kulturevents, charakterisiert durch die Originalität, Exklusivität und Ungewöhnlichkeit der Beiträge.
Die zahlreichen Schauplätze stellen antike und zeitgenössische Kunst gegenüber:
- im Teatro Nuovo „Gian Carlo Menotti“ finden hauptsächliche lyrische Opern und Prosaveranstaltungen statt,
- das Teatro Caio Melisso ist Aufführungsort von Konzerten und weiteren Prosaveranstaltungen,
- das Teatro Romano gibt dem Ballett eine Heimstatt,
- das Teatrino delle sei der Avantgarde, dem modernen Tanz, Ausstellungen, Installationen, Performance und Konzerten.
- Der Denkmalkomplex San Nicolò bietet Konferenzen, Aufführungen und Konzerten,
- der Hof der Rocca Albornoziana Konzerten und Prosaveranstaltungen Platz.
- Die Piazza del Duomo gibt dem Tanzmarathon und Gala- sowie dem Abschlusskonzert Raum,
- die Kirche Sant’Eufemia beherbergt Nachtkonzerte geistlicher Musik,
- das Auditorium della Stella, im Umgriff des Amphitheaters ist Schauplatz von Konzerten, Zusammenkünften und Lesungen,
- die Spoletosfera für Off-Spektakel, Konferenzen, Recitals, Kunstausstellungen, Happenings, Installationen, Performances und Konzerte,
- die Villa Redenta ist Schauplatz von Prosaveranstaltungen, Konzerten und Ausstellungen,
- die Sala Pegasus zeigt Konzerte, Ausstellungen und Installationen.

Normalerweise erstreckt sich die Veranstaltung über 17 Tage vom letzten Junifreitag bis zum drittfolgenden Sonntag, an welchem es mit dem traditionellen Concerto in Piazza vor dem Dom mit bedeutenden Philharmonieorchestern schließt.
Das Festival dei Due Mondi stand Pate bei der Gründung zweier weiterer Festivals auf anderen Kontinenten:
- Des Spoleto Festival USA (auch bekannt als Piccolo Spoleto Festival) in Charleston, 1977 gegründet, und des Melbourne International Arts Festival, seit 1986; beide von Gian Carlo Menotti mitbegründet, der auch 17 bzw. 3 Jahre die künstlerische Leitung innehatte. Beide ausländischen „Ableger“ sind aber keine bloßen Kopien der italienischen Vorlage.

## Alleinstellung und Avantgarde
Beteiligt waren unter anderem:
- Luchino Visconti,
- Eduardo De Filippo,
- Rudolf Nurejew,
- Carla Fracci,
- Thomas Schippers (der auf dem Domplatz, wo er viele Konzerte geleitet hatte, bestattet ist)
- Romolo Valli,
- Ken Russell,
- Nino Rota,
- Roman Polanski,
- Ezra Pound,
- Vittorio Gassman,
- Arnoldo Foà
- Luciano Pavarotti
- Joaquín Cortés
- Kathleen Battle
- Dario Fo und Franca Rame
- Bartabas

Eine neue Form der Ausstellung bot Sculture nella città 1962 unter der Leitung von Giovanni Carandente. Die bedeutendsten Bildhauer der Welt wurden nach Spoleto eingeladen, ihre Werke nicht nur in Innenräumen, sondern auch auf den Straßen und Plätzen der Stadt auszustellen, ein wahrhaftiges Museum der zeitgenössischen Kunst unter freiem Himmel aber im Rahmen eines reichen historischen Erbes. Danach verblieben viele Werke in der Stadt, darunter der Teodelapio von Alexander Calder vor dem Bahnhof.
1978 wurden erstmals Arbeiten des deutschen Fotografen Wilhelm von Gloeden, die als zweideutig oder skandalös angesehen wurden, gezeigt.
Die wichtigsten Ereignisse der späten 1990er-Jahre waren das Außerordentliche Konzert von Luciano Pavarotti 1997, die italienische Exklusivaufführung des Spektakels Eclipse des Teatro Equestre Zingarò von Bartabas 1999 und das Spektakel La Ruota della Fortuna (Glücksrad) dei Monaci guerrieri Shaolin in programma nella XLIII edizione (2000).
Während in den 1960er- und 70er-Jahren das Festival fast einzigartig war, zeigte sich in den letzten Jahren ein Rückgang im Besuch von Touristen sowohl der Stadt als auch des Festivals und bei der Resonanz in den Medien – wohl auch durch die regionale und weltweite Zunahme ähnlicher Veranstaltungen. Allein in Umbrien finden sechs bis sieben allerdings kleinere Veranstaltungen statt.
Unter der künstlerischen Leitung von Giorgio Ferrara kam es zur Zusammenarbeit mit national und international bekannten Künstlern:
- Franca Valeri
- Robert Wilson
- Adriana Asti
- Tim Robbins
- Willem Dafoe[3]
- Gérard Depardieu[4]
- Luca Ronconi
- Mikhail Baryshnikov[5]
- Riccardo Muti[6]

## Dokumentationszentrum
Auf dem Domplatz wurden 2010 von der Stiftung Monini die Räumlichkeiten des Centro di documentazione del Festival dei Due Mondi angekauft, um das kleine Museum „Casa Menotti“ auf etwa 160 m² zu beherbergen, das im Juni 2011 eröffnet und von der Stiftung in enger Zusammenarbeit mit der Gemeinde und der Festivalstiftung betrieben wird. Darin befindet sich unter anderem auch das Pianoforte von Menotti.